# コジェマ
コジェマ (Cogema) は、ウラン採掘事業、核燃料製造、核燃料再処理などを行う、フランス持ち株会社アレヴァ傘下の企業。1976年設立で、30カ国以上で営業活動を行っており、従業員総数は19,000人程度。
ノルマンディーのコタンタン半島西岸に存在するラ・アーグ再処理工場では、核燃料の再処理および放射性廃棄物の最終処理が行われている。
コジェマはニジェール、カナダ、オーストラリア、カザフスタンにウラン採掘施設を所有している。フランスにおける最後の採掘場であったLa Société des Mines de Jouacは2001年に閉鎖された。
日本の電力会社とも契約しており、日本の核燃料の処理にも関わっている。